# Trachycephalus nigromaculatus
Trachycephalus nigromaculatus é uma espécie de anfíbio da família Hylidae. Endêmica do Brasil, onde ser encontrada nos estados do Espírito Santo, Rio de Janeiro, Minas Gerais, São Paulo e Goiás.